# Felsőszálláspatak község
Felsőszálláspatak község (románul: Comuna Sălașu de Sus) község Hunyad megyében, Romániában. Központja Felsőszálláspatak, beosztott falvai Alsószálláspatak, Fehérvíz, Korojesd, Kőaljaohába, Macesd, Malajesd, Nuksora, Páros, Pestere, Vajdej.

## Népessége
A 2011-es népszámlálás adatai alapján a község népessége 2359 fő volt.